# Donjon

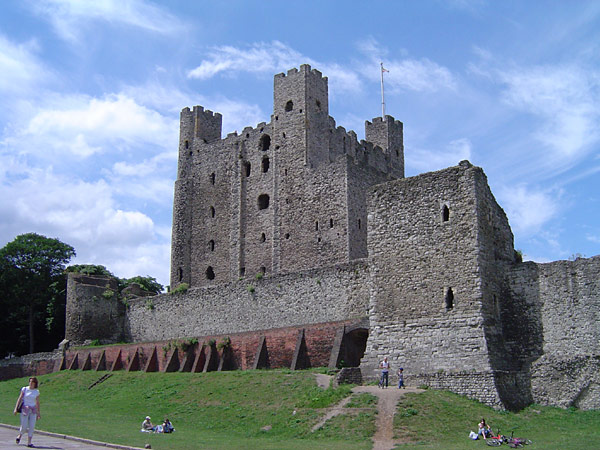
Donjonul castelului normand din Rochester, Anglia, construit în secolul al XII-lea

Donjonul [dɔ̃ˈʒɔ̃] (din franceză donjon) este turnul cel mai înalt al unei cetăți, care are rolul de a servi ca punct de observație, de loc de tragere și de ultim refugiu dacă restul cetății a fost ocupat de inamic.
El este turnul principal, bine întărit, al unei fortificații medievale, al cărui rost de ultim punct de refugiu în cazul unui asediu îndelungat, era obligatoriu dublat de funcția sa locativă, servind în general și ca reședință a stăpânului (seniorului) castelului.
Turnul-donjon se prezenta ca o construcție unghiulară sau circulară, dezvoltată în special pe axa verticală, de regulă cu forma parter și două-patru etaje. Pereții puteau atinge grosimi de 2,5 – 4 m, așa cum este cazul donjoanelor rezidențiale normande, în masa de zidărie fiind prevăzute scări sau culoare de acces. Încăperile de la etaj erau folosite pentru locuire, camere de gardă și depozite.
Interiorul era divizat în mai multe nivele tăvănite sau boltite (pentru a se evita riscul incendierilor), care se succedau deasupra unui parter orb, cu rol de pivniță. Intrarea se făcea cu o scară mobilă, la unul dintre nivelele superioare, fie cu acces direct dinspre exterior, fie prin intermediul unui corp-anexă. În acest fel, turnurile erau capabile să opună adversarilor un masiv de zidărie cu pereți verticali și netezi, rezistent în fața artileriei epocii, precum și a tentativelor de incendiere, îndeplinind o sarcină de apărare esențialmente pasivă.
Donjonul a apărut de la sfârșitul secolului al XIII-lea, perioada sa clasică fiind aceea a secolului al XIV-lea. Ultimele au apărut în secolul al XV-lea, chiar și în ambianța orașului. Folosite de către nobili, fără vreo restricție, au sfârșit prin a fi asimilate și de către patriciatul orășenesc.